# Carlo Caffarra
Carlo kardinál Caffarra (1. června 1938, Samboseto di Busseto – 6. září 2017) byl italský římskokatolický kněz, arcibiskup v Bologni a kardinál.

## Život
Studoval v semináři ve Fidenze, kněžské svěcení přijal 2. července 1961. Ve studiích pokračoval na Papežské univerzitě Gregoriana, kde získal doktorát z kanonického práva a také na Accademia Alfonsiana v Římě, kde získal doktorát z morální teologie. Přednášel na několika katolických vysokých školách, mj. lékařskou etiku. V letech 1974 až 1984 se podílel na práci Mezinárodní teologické komise a byl konsultorem Kongregace pro nauku víry. V roce 1980 byl jmenován prvním rektorem Papežského institutu Jana Pavla II. pro studium manželství a rodiny. Zřídil pobočky tohoto institutu ve Španělsku, USA a Mexiku. Podílí se na činnosti hnutí Comunione e Liberazione.
V září 1995 byl jmenován arcibiskupem ve Ferraře. Biskupské svěcení mu udělil 21. října 1995 kardinál Giacomo Biffi (arcibiskup v Bologni). Stal se členem vedení Papežské rady pro rodinu a Papežské akademie pro život. V prosinci 2003 vystřídal kardinála Biffiho na arcibiskupském stolci v Bologni. V únoru 2006 oznámil papež Benedikt XVI. jeho kardinálskou nominaci, která byla dovršena na konzistoři 24. března 2006. Zde obdržel titul kardinála-kněze s titulárním kostelem San Giovanni dei Fiorentini.